# 伊勢市
伊勢市（日语：／ Ise shi */?）是位於日本三重縣東南部的城市，以其境內的伊勢神宮聞名；過去曾是伊勢神宮的門前町，現在也是伊勢志摩地方的主要都市。
主要市區位於轄區北部宮川河口周邊的平原，屬於伊勢平原，市中心則是以伊勢神宮的外宮豐受大神宮為中心；轄區南部則為海拔高度在100公尺至500公尺之間的山區。

## 人口
| 伊勢市人口分布圖 |                                               |  |
| 伊勢市與日本全國年齡別人口分布比較圖 （2005年資料） | 伊勢市的年齡、男女別人口分布圖 （2005年資料） |  |
| ■紫色是伊勢市 ■綠色是全国 | ■藍色是男性 ■紅色是女性                       |  |
| 伊勢市人口變化 \| 1970年 \| 130,339人 \| \| \| 1975年 \| 134,910人 \| \| \| 1980年 \| 137,296人 \| \| \| 1985年 \| 138,672人 \| \| \| 1990年 \| 138,298人 \| \| \| 1995年 \| 138,404人 \| \| \| 2000年 \| 136,173人 \| \| \| 2005年 \| 134,973人 \| \| \| 2010年 \| 130,271人 \| \| \| 2015年 \| 127,817人 \| \| \| 2020年 \| 122,765人 \| \| |                                               |  |
| 資料來源：日本總務省統計中心提供之人口普查數據 |                                               |  |
| 1970年 | 130,339人                                     |  |
| 1975年 | 134,910人                                     |  |
| 1980年 | 137,296人                                     |  |
| 1985年 | 138,672人                                     |  |
| 1990年 | 138,298人                                     |  |
| 1995年 | 138,404人                                     |  |
| 2000年 | 136,173人                                     |  |
| 2005年 | 134,973人                                     |  |
| 2010年 | 130,271人                                     |  |
| 2015年 | 127,817人                                     |  |
| 2020年 | 122,765人                                     |  |

## 歷史
此地過去在令制國時代屬於伊勢國度會郡，依據日本神話，伊勢神宮的歷史可以追溯至西元一世紀由垂仁天皇建於此，此後本地即以門前町的形式開始發展；江戶時代幕府則是設置山田奉行所直接管理此地。
1868年明治維新後，日本新政府在此設立度會府（隔年又改為度會縣），並成為度會縣的縣政府所在地，直到1876年度會縣被併入三重縣後，才失去縣政府所在地的身分。
過去伊勢神宮的內宮周邊區域屬於宇治町，外宮周邊區域屬於山田町，1889年日本實施町村制後，將兩個區域劃為同一個行政區劃，設立了宇治山田町，1906年升格為宇治山田市；19世紀末以來，為了讓參拜客可以前往本地，參宮鐵道、參宮急行電鐵、伊勢電氣鐵道先後在此興建鐵路。
1940年代至1950年代的昭和大合併期間，周邊的神社町、大湊町、宮本村、濱鄉村、四鄉村、豐濱村、北濱村、城田村、沼木村先後被併入宇治山田市，同時宇治山田市也在1955年更名為伊勢市。
2005年，伊勢市與位於北側的二見町、御薗村、小俁村再此整併，合併後的新城市名稱仍繼續沿用伊勢市。

### 變遷表
| 1889年4月1日 | 1889年 - 1912年               | 1912年 - 1944年               | 1945年 - 1954年               | 1955年 - 1989年             | 1955年 - 1989年            | 1989年 - 現在              | 現在                       |
| ------------ | ----------------------------- | ----------------------------- | ----------------------------- | --------------------------- | -------------------------- | -------------------------- | -------------------------- |
| 宇治山田町   | 1906年9月1日 改制為宇治山田市 | 1906年9月1日 改制為宇治山田市 | 1906年9月1日 改制為宇治山田市 | 宇治山田市                  | 1955年1月1日 改名為伊勢市  | 2005年11月1日 合併為伊勢市 | 2005年11月1日 合併為伊勢市 |
| 神社町       | 神社町                        | 神社町                        | 1941年5月5日 併入宇治山田市   | 宇治山田市                  | 1955年1月1日 改名為伊勢市  | 2005年11月1日 合併為伊勢市 | 2005年11月1日 合併為伊勢市 |
| 大湊町       | 大湊町                        | 大湊町                        | 1943年12月1日 併入宇治山田市  | 宇治山田市                  | 1955年1月1日 改名為伊勢市  | 2005年11月1日 合併為伊勢市 | 2005年11月1日 合併為伊勢市 |
| 宮本村       |                               |                               | 1943年12月1日 併入宇治山田市  | 宇治山田市                  | 1955年1月1日 改名為伊勢市  | 2005年11月1日 合併為伊勢市 | 2005年11月1日 合併為伊勢市 |
| 濱鄉村       |                               |                               | 1943年12月1日 併入宇治山田市  | 宇治山田市                  | 1955年1月1日 改名為伊勢市  | 2005年11月1日 合併為伊勢市 | 2005年11月1日 合併為伊勢市 |
| 四鄉村       | 四鄉村                        | 四鄉村                        | 四鄉村                        | 1955年1月1日 併入宇治山田市 | 1955年1月1日 改名為伊勢市  | 2005年11月1日 合併為伊勢市 | 2005年11月1日 合併為伊勢市 |
| 豐濱村       |                               |                               |                               | 1955年1月1日 併入宇治山田市 | 1955年1月1日 改名為伊勢市  | 2005年11月1日 合併為伊勢市 | 2005年11月1日 合併為伊勢市 |
| 北濱村       |                               |                               |                               | 1955年1月1日 併入宇治山田市 | 1955年1月1日 改名為伊勢市  | 2005年11月1日 合併為伊勢市 | 2005年11月1日 合併為伊勢市 |
| 城田村       |                               |                               |                               | 1955年1月1日 併入宇治山田市 | 1955年1月1日 改名為伊勢市  | 2005年11月1日 合併為伊勢市 | 2005年11月1日 合併為伊勢市 |
| 沼木村       | 沼木村                        | 沼木村                        | 沼木村                        | 沼木村                      | 1955年4月1日 併入伊勢市    | 2005年11月1日 合併為伊勢市 | 2005年11月1日 合併為伊勢市 |
| 東二見村     | 1908年5月1日 合併為二見町     | 1908年5月1日 合併為二見町     | 1908年5月1日 合併為二見町     | 1908年5月1日 合併為二見町   | 1908年5月1日 合併為二見町  | 2005年11月1日 合併為伊勢市 | 2005年11月1日 合併為伊勢市 |
| 西二見村     | 1908年5月1日 合併為二見町     | 1908年5月1日 合併為二見町     | 1908年5月1日 合併為二見町     | 1908年5月1日 合併為二見町   | 1908年5月1日 合併為二見町  | 2005年11月1日 合併為伊勢市 | 2005年11月1日 合併為伊勢市 |
| 御薗村       |                               |                               |                               |                             |                            | 2005年11月1日 合併為伊勢市 | 2005年11月1日 合併為伊勢市 |
| 小俁村       | 小俁村                        | 1928年11月3日 改制為小俁町    | 1928年11月3日 改制為小俁町    | 1928年11月3日 改制為小俁町  | 1928年11月3日 改制為小俁町 | 2005年11月1日 合併為伊勢市 | 2005年11月1日 合併為伊勢市 |
| 有田村       | 有田村                        | 有田村                        | 有田村                        | 有田村                      | 1955年4月10日 併入小俁町   | 2005年11月1日 合併為伊勢市 | 2005年11月1日 合併為伊勢市 |
| 有田村       | 有田村                        | 有田村                        | 有田村                        | 有田村                      | 1955年4月10日 合併為玉城町 |                            |                            |

## 行政

### 歷任首長
| 屆           | 姓名         | 上任日期       | 卸任日期       | 備註                   |
| 第二代鳥羽市 | 第二代鳥羽市 | 第二代鳥羽市   | 第二代鳥羽市   | 第二代鳥羽市           |
| ------------ | ------------ | -------------- | -------------- | ---------------------- |
| 1            | 加藤光德     | 2005年11月27日 | 2006年3月26日  | 原伊勢市市長、任內過世 |
| 2            | 森下隆生     | 2006年4月16日  | 2009年10月7日  | 任內辭職               |
| 3            | 鈴木健一     | 2009年11月15日 | 2013年11月14日 |                        |
| 4            | 鈴木健一     | 2013年11月15日 | 2017年11月14日 |                        |
| 5            | 鈴木健一     | 2017年11月15日 | 2021年11月14日 |                        |
| 6            | 鈴木健一     | 2021年11月15日 | 現任           |                        |

## 交通
伊勢市內的主要鐵路車站是伊勢市車站，東海旅客鐵道参宮線和近畿日本鐵道山田線在此交會；過去三重交通也曾在伊勢市內開設有軌電車神都線的路網，可以直接從伊勢市車站接駁至伊勢神宮內宮前，但已在1961年停止營運。
轄內的客運路線由三重交通及其子公司三交伊勢志摩交通所經營，市政府也有開設伊勢市社區巴士；同時三重交通、三交伊勢志摩交通、青木巴士、WILLER EXPRESS、西武觀光巴士也有開設從關東地區至此的長途客運。

### 鐵路
- 東海旅客鐵道
  - 参宮線：（←玉城町） - 宮川車站 - 山田上口車站 - 伊勢市車站 - 五十鈴丘車站 - 二見浦車站 - 松下車站 - （鳥羽市）
- 近畿日本鐵道
  - 山田線:：（←明和町） - 明野車站 - 小俁車站 - 宮町車站 - 伊勢市車站 - 宇治山田車站 - （鳥羽線）
  - 鳥羽線：（山田線） - 宇治山田車站 - 五十鈴川車站 - 朝熊車站 - （鳥羽市）

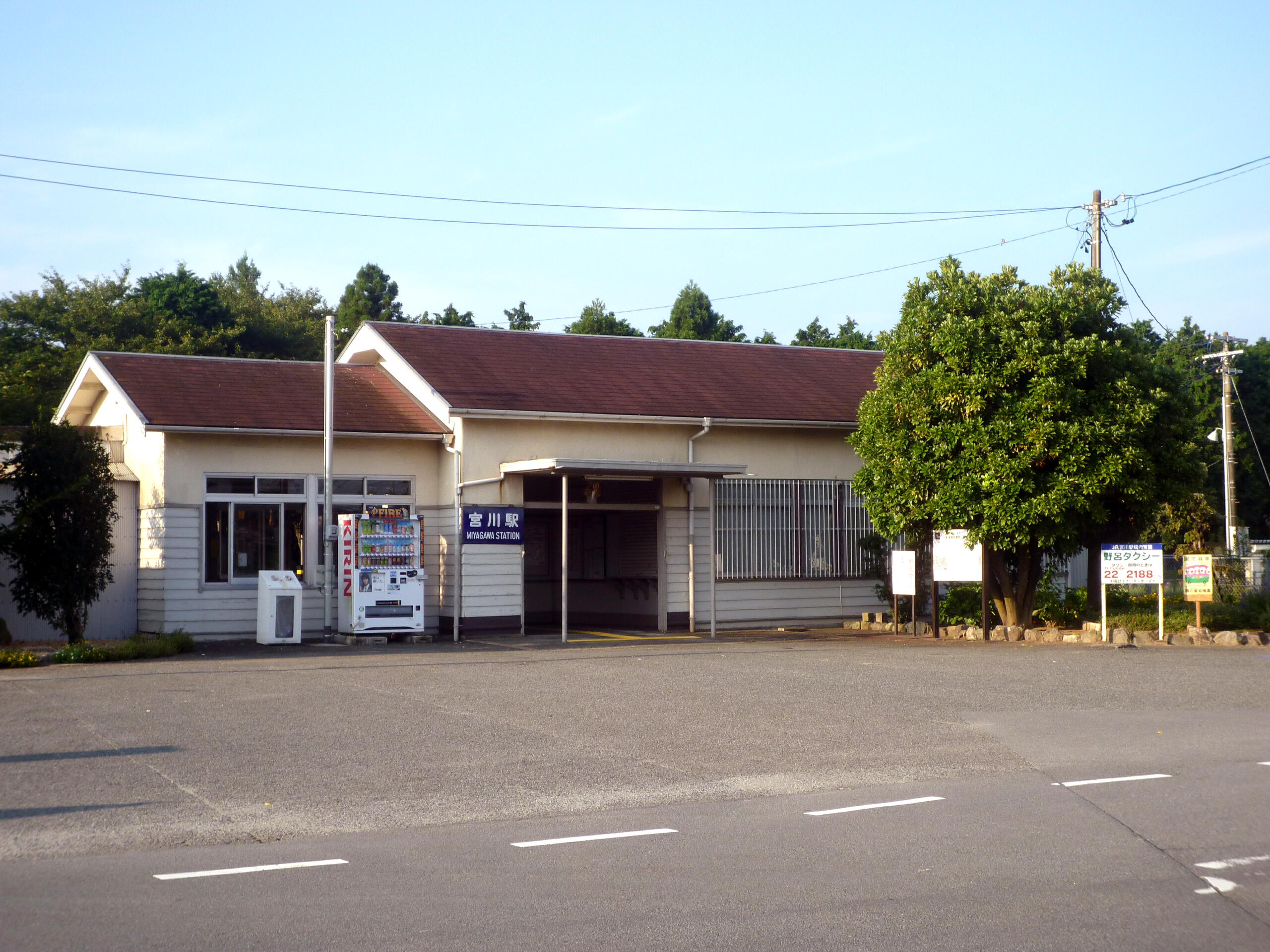
宮川車站
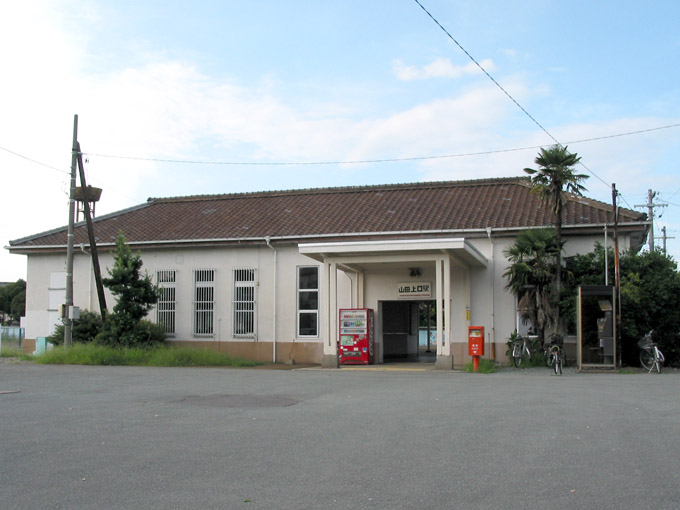
山田上口車站
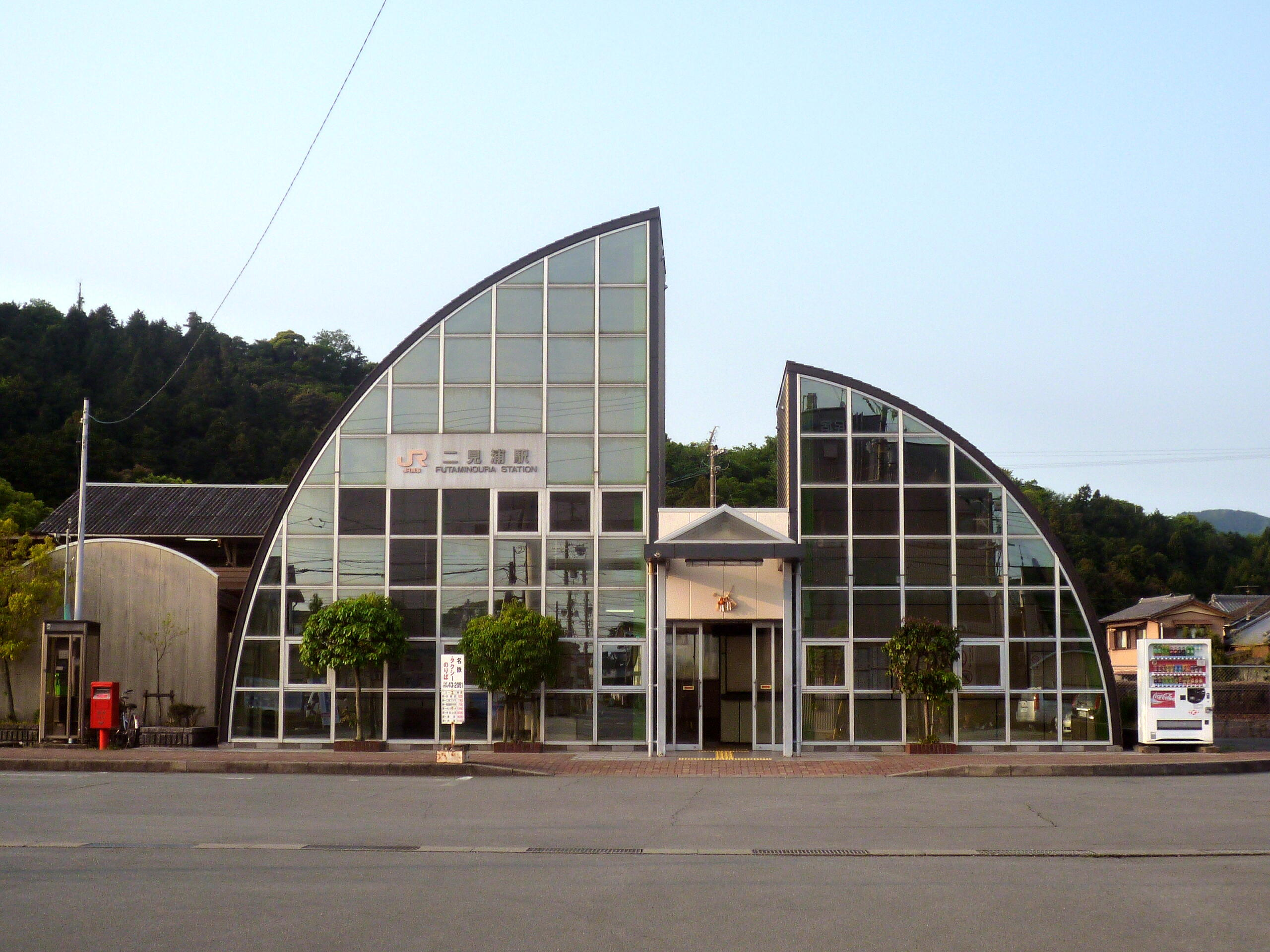
二見浦車站
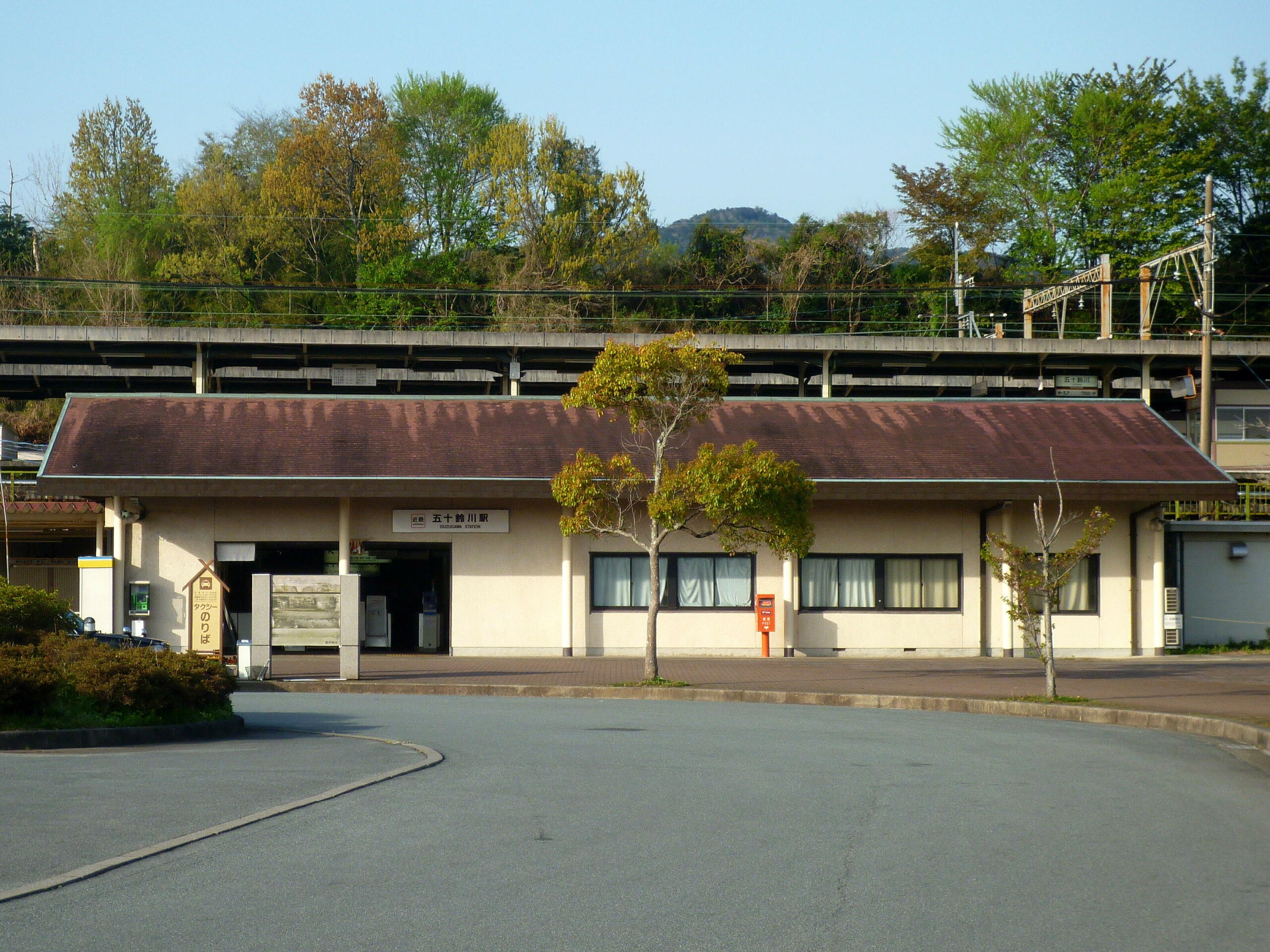
五十鈴川車站

### 公路
高速公路
- 伊勢自動車道：（玉城町） - 伊勢本線收費站（日语：伊勢本線料金所） - 伊勢西交流道（日语：伊勢西インターチェンジ） - 伊勢交流道（日语：伊勢インターチェンジ） - （伊勢二見鳥羽線）

快速道路
- 伊勢二見鳥羽線（日语：伊勢二見鳥羽ライン）：（伊勢自動車道） - 伊勢交流道 - 楠部交流道（日语：楠部インターチェンジ） - 朝熊交流道（日语：朝熊インターチェンジ） - 朝熊東交流道（日语：朝熊東インターチェンジ） - 二見系統交流道（日语：二見ジャンクション） - 松下系統交流道（日语：松下ジャンクション） - 鳥羽交流道（日语：鳥羽インターチェンジ）
- 第二伊勢道路：松下系統交流道 - （鳥羽市）

## 觀光資源
由於伊勢神宮的緣故，每年來到伊勢市的旅客都超過一千萬人次，在2013年進行神宮式年遷宮時，該年度的旅客更是超過了兩千五百萬人次。

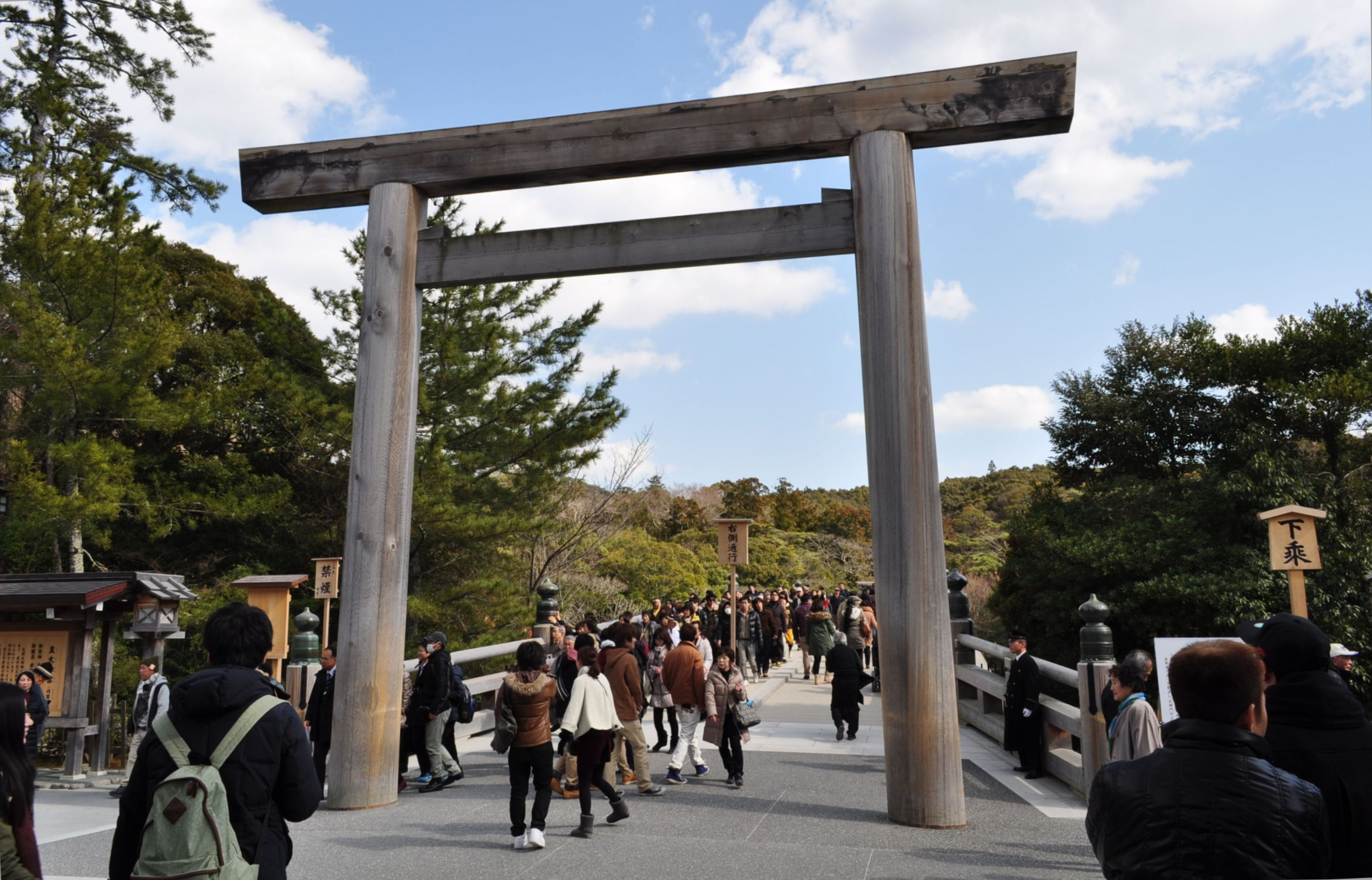
伊勢神宮內宮鳥居
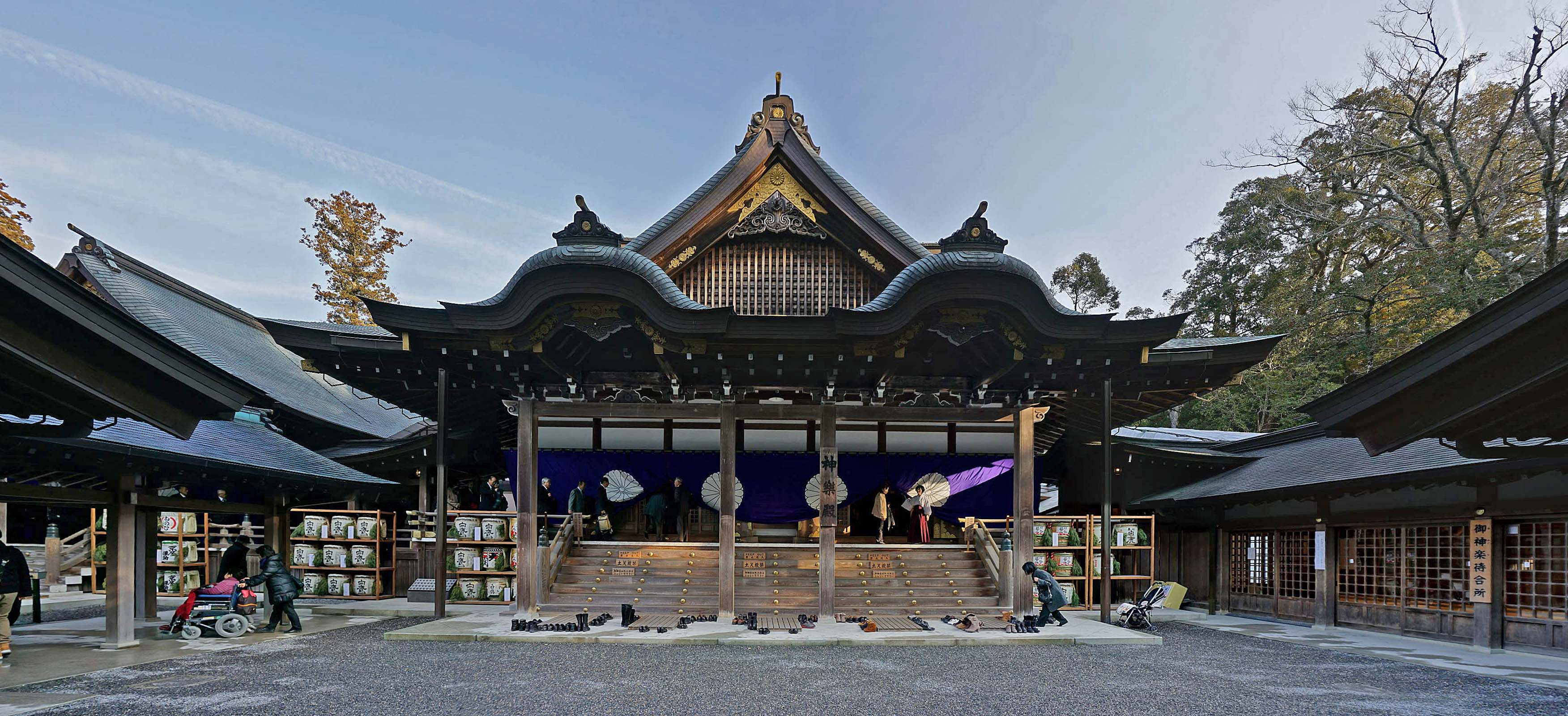
伊勢神宮內宮
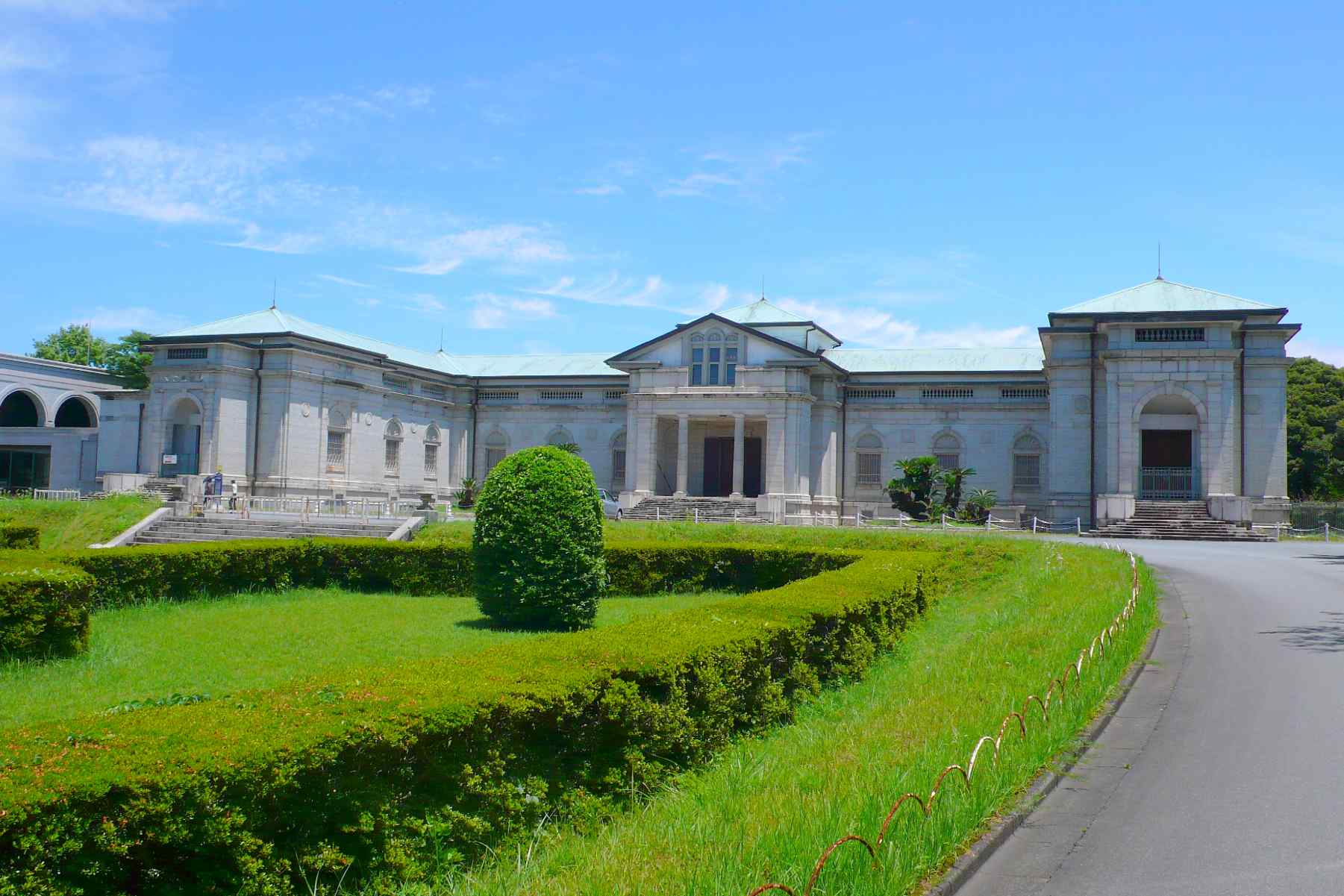
神宮徴古館
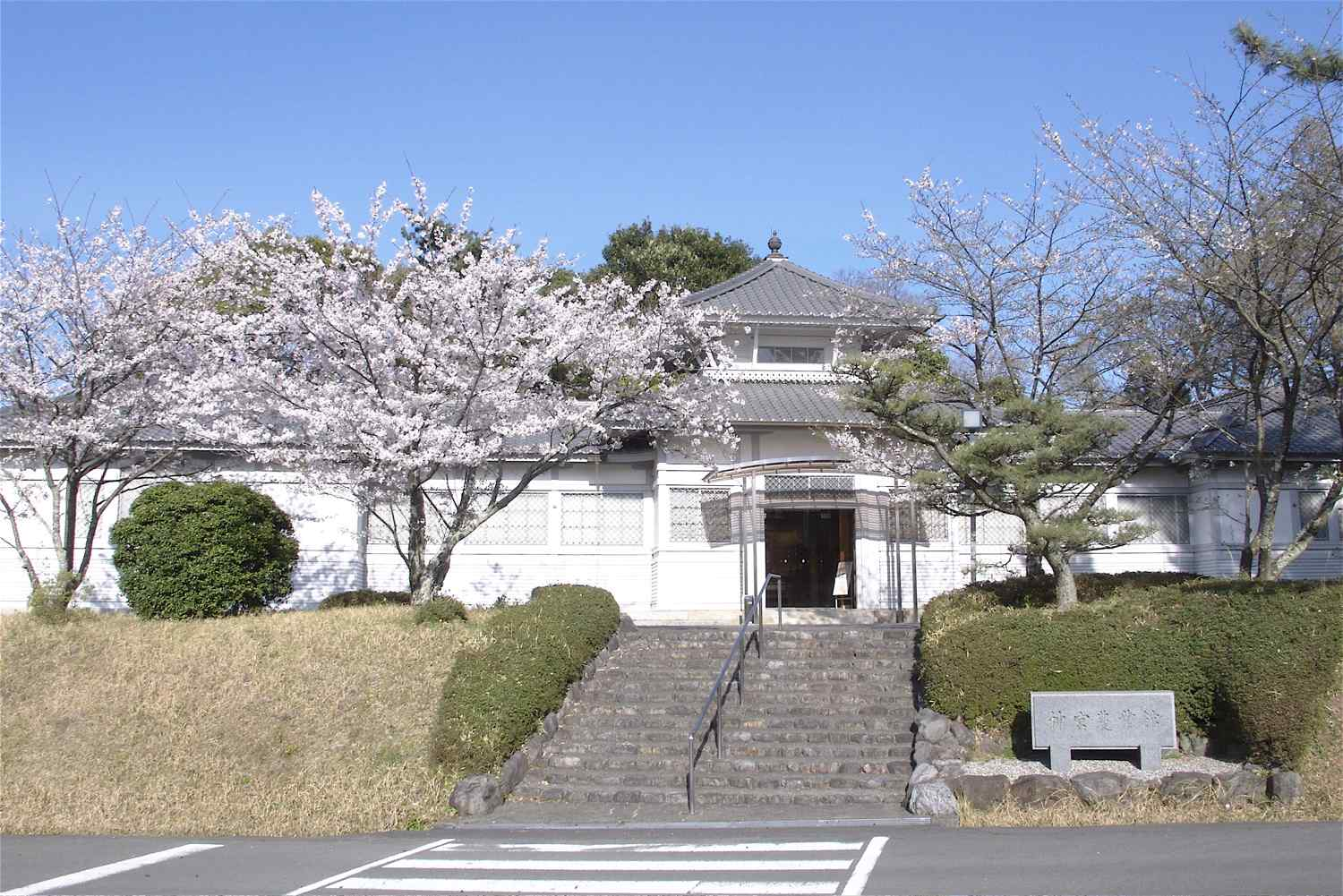
神宮農業館

## 教育
伊勢市內的高等教育學校有皇學館大學，其前身可以追溯至伊勢神宮培養神職人員的神宮皇學館。
位於愛知縣名古屋市的南山大學在此則設有伊勢海濱中心，不過主要功能為學校舉辦活動、進修，並且作為教職員生的住宿設施。

## 姊妹、友好城市
- 飯田市（長野縣）
兩地於1996年簽訂災害時相互支援協定。
- 西條市（愛媛縣）
兩地於1996年簽訂災害時相互支援協定。
- 中津川市（岐阜縣）
兩地於2014年簽訂災害時相互支援協定。

## 本地出身之名人

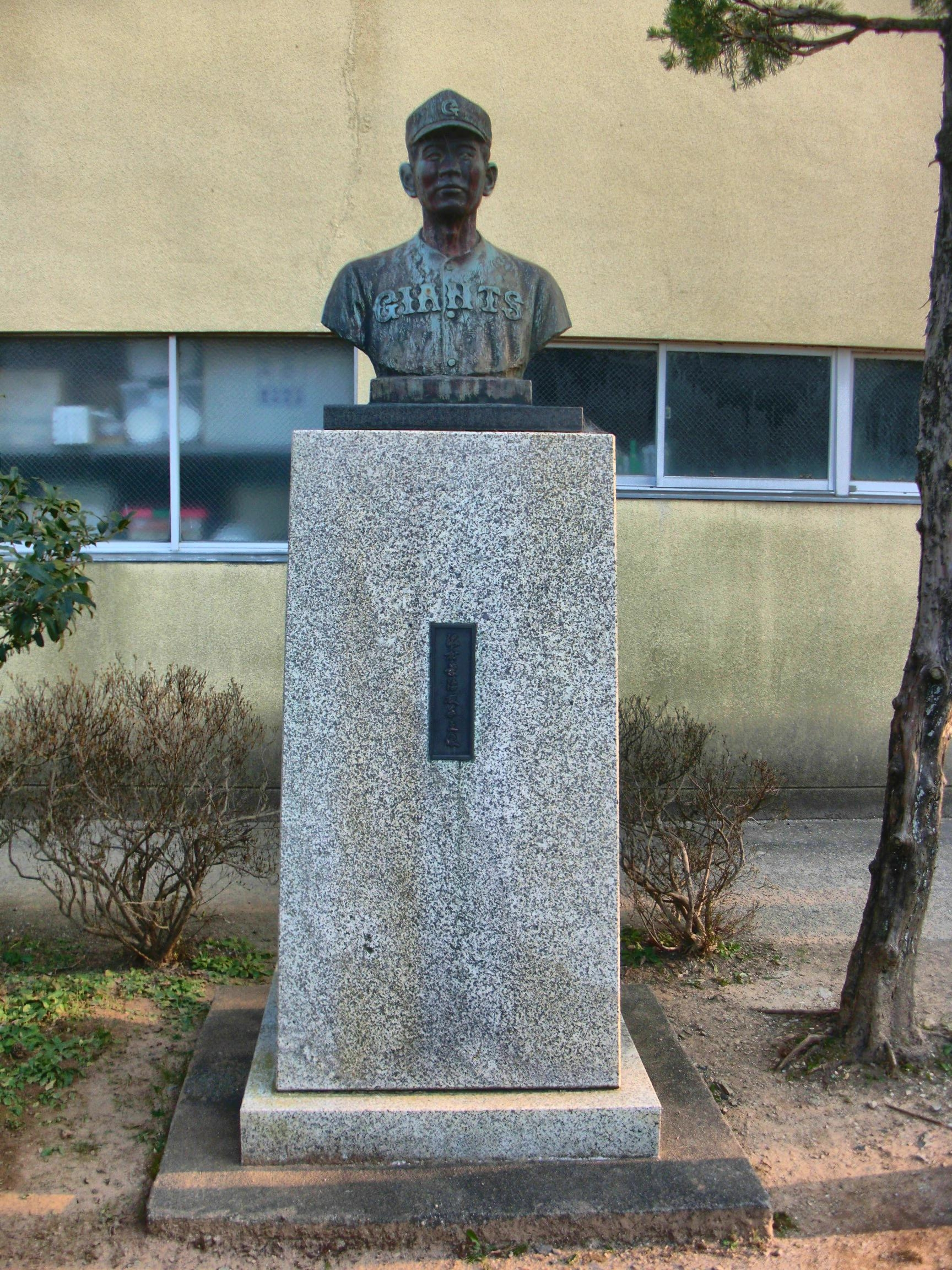
位於伊勢市倉田山公園棒球場的澤村榮治雕像。

被譽為日本棒球界戰前最偉大的投手澤村榮治出生於本地，目前在伊勢市岩渕町建有澤村之墓，其墓碑上有一巨大的棒球石雕，在市內的倉田山公園棒球場也建有其雕像；同時由於澤村榮治為在二次大戰期間戰死，現也祭祀於三重縣護國神社。
小說家橋本紡出身自伊勢市，其輕小說作品仰望半月的夜空即以其記憶中的伊勢市作為故事的地點。

## 圖片

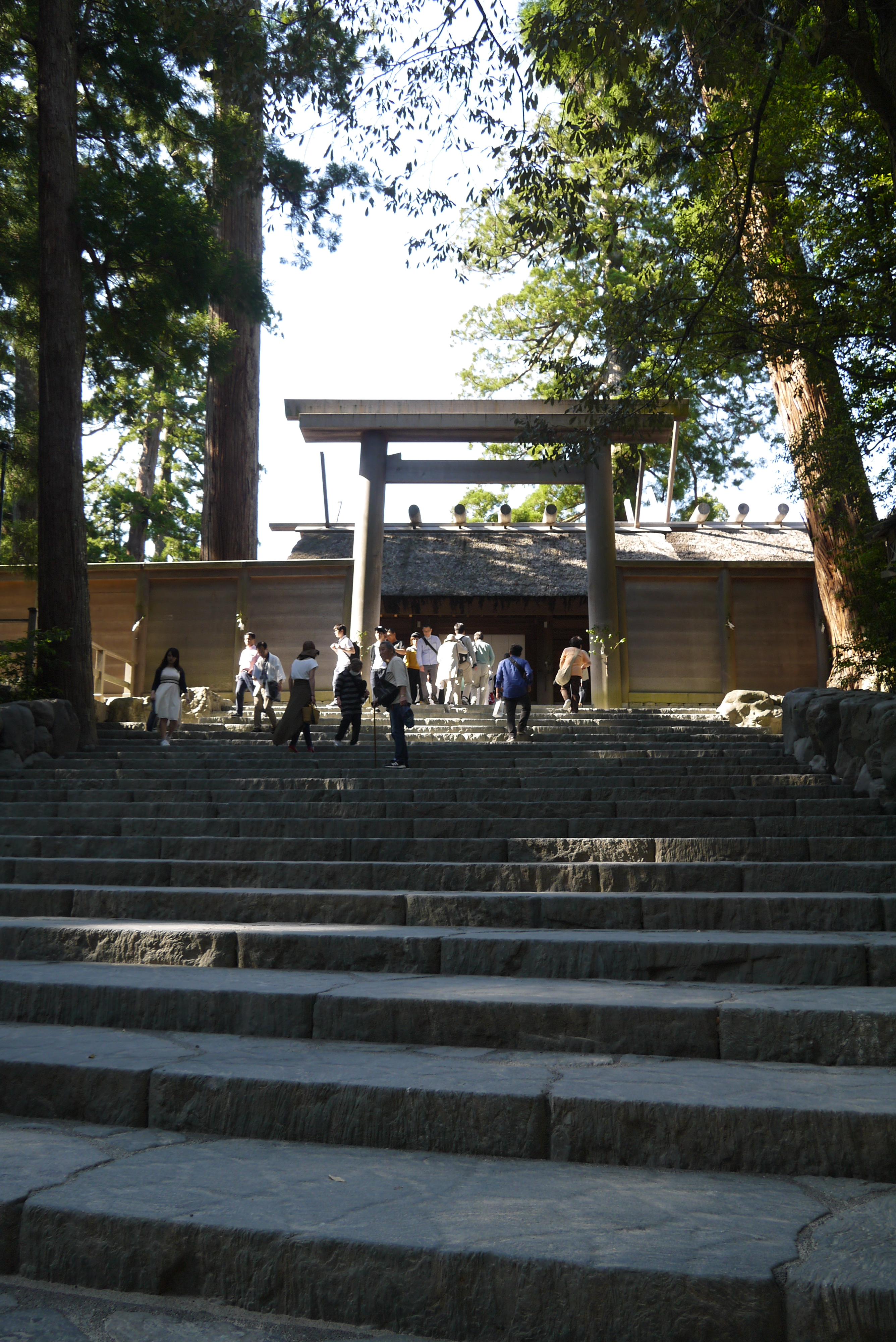
伊勢神宮
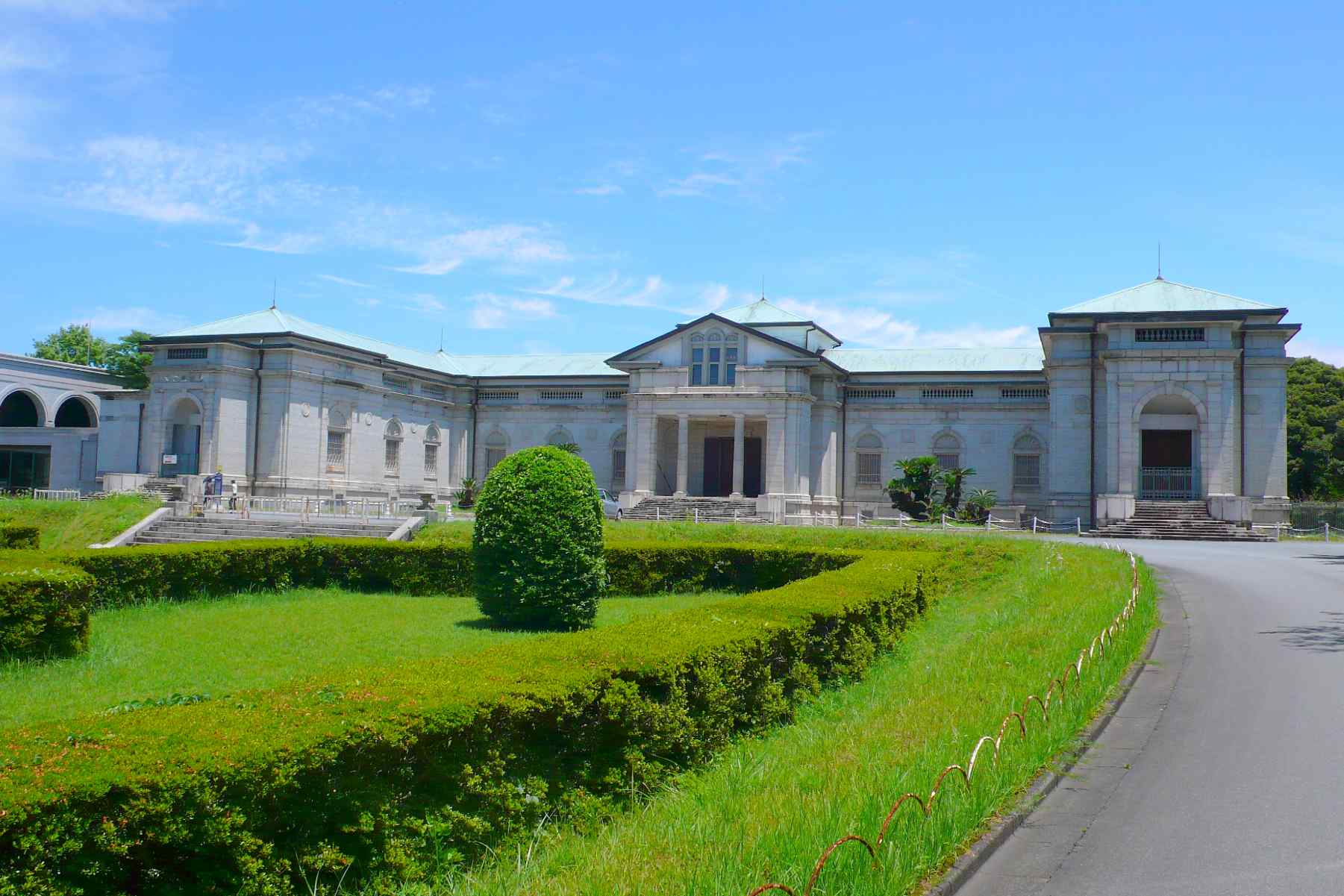
神宮徴古館（日语：神宮徴古館）
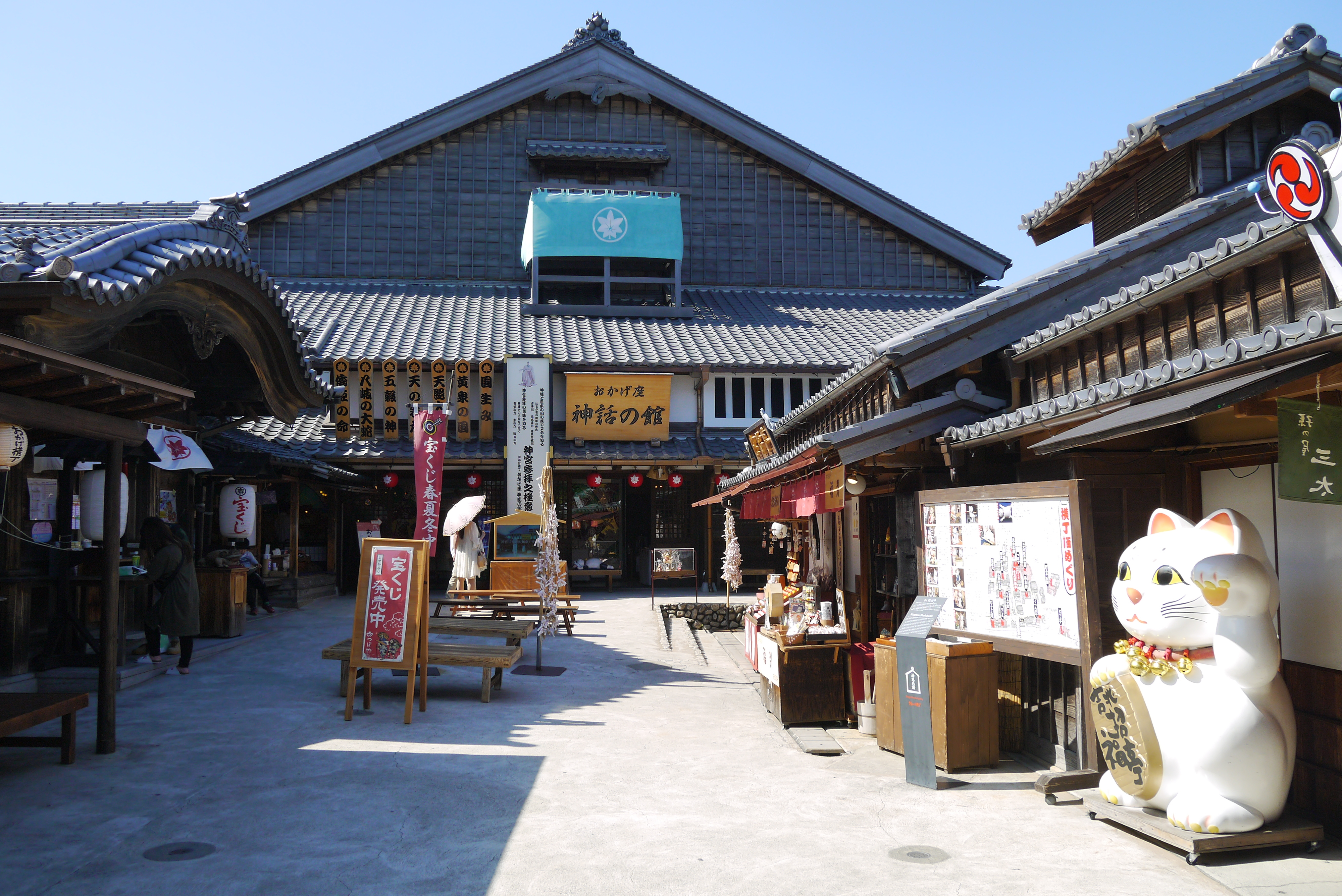
禦影横丁
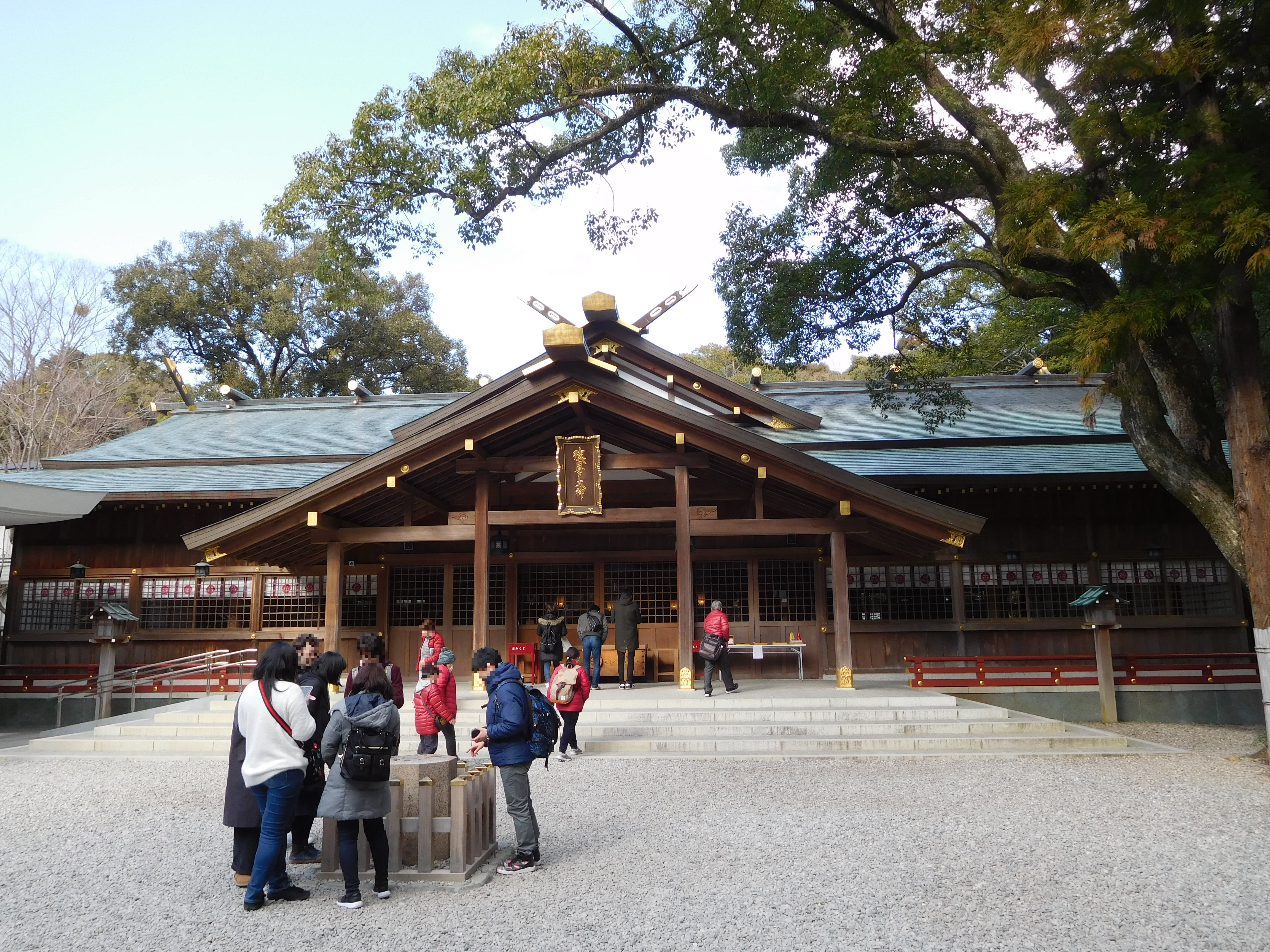
猿田彦神社
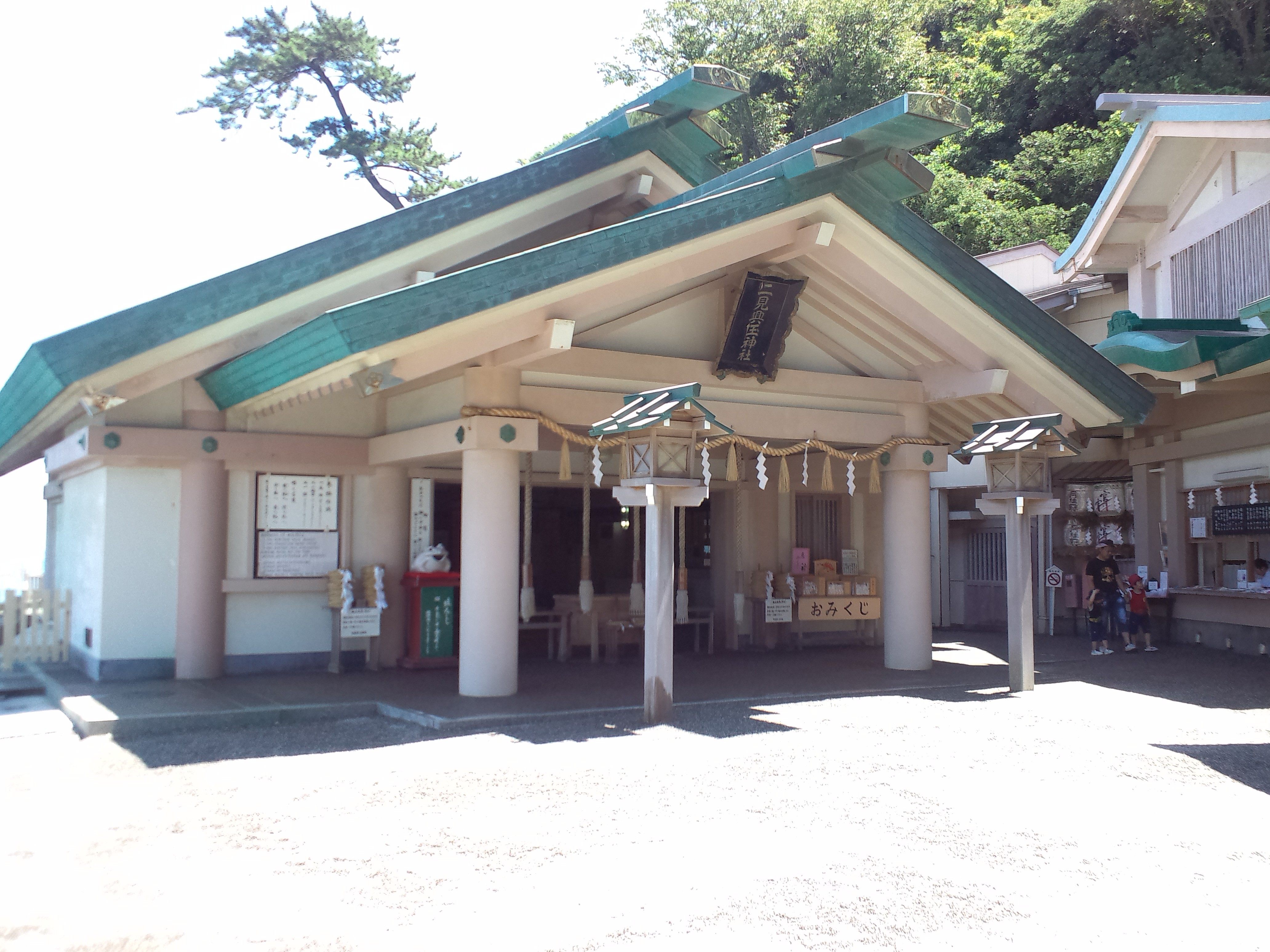
二見興玉神社（日语：二見興玉神社）
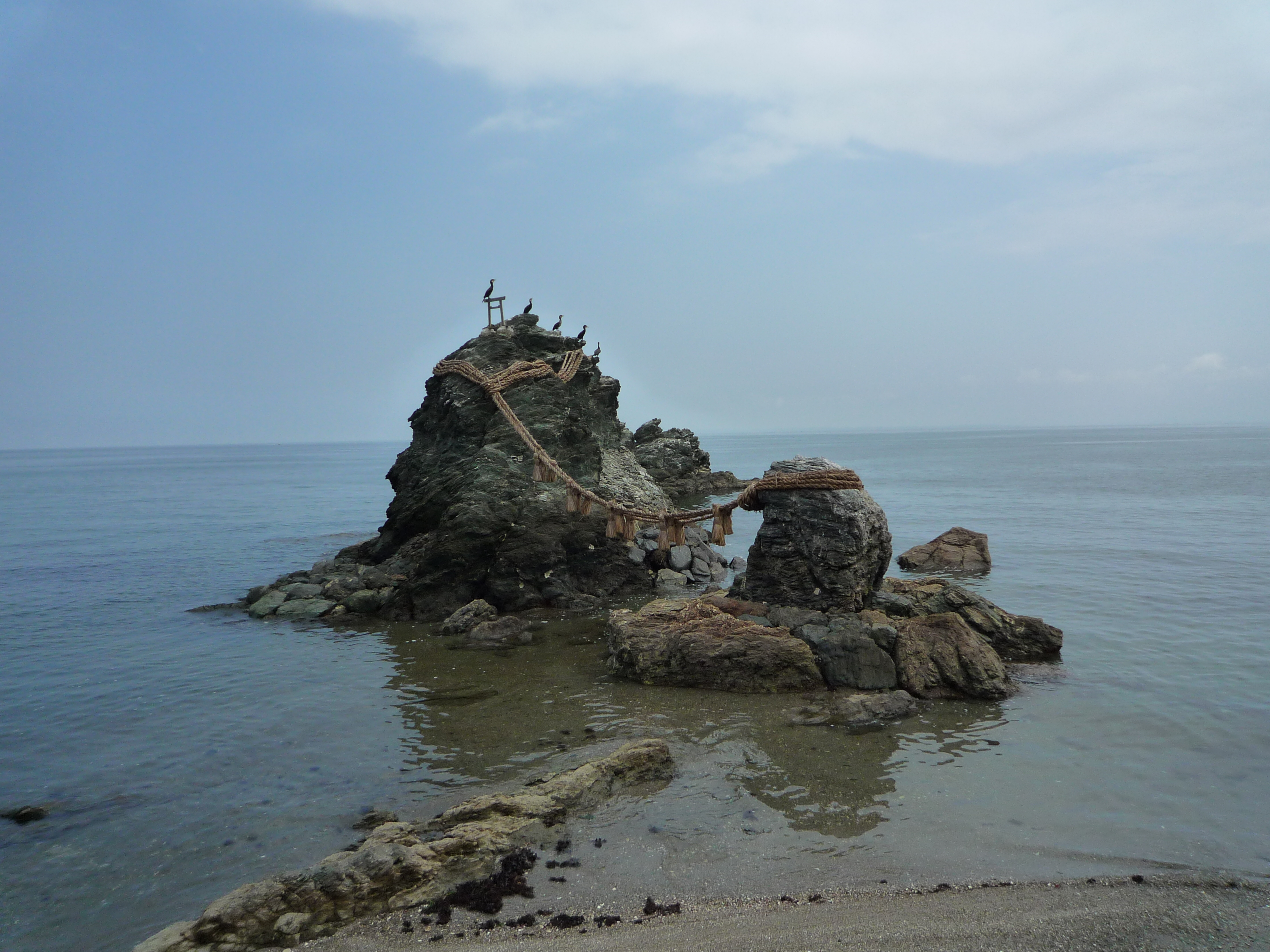
夫婦岩(二見浦の夫婦岩)
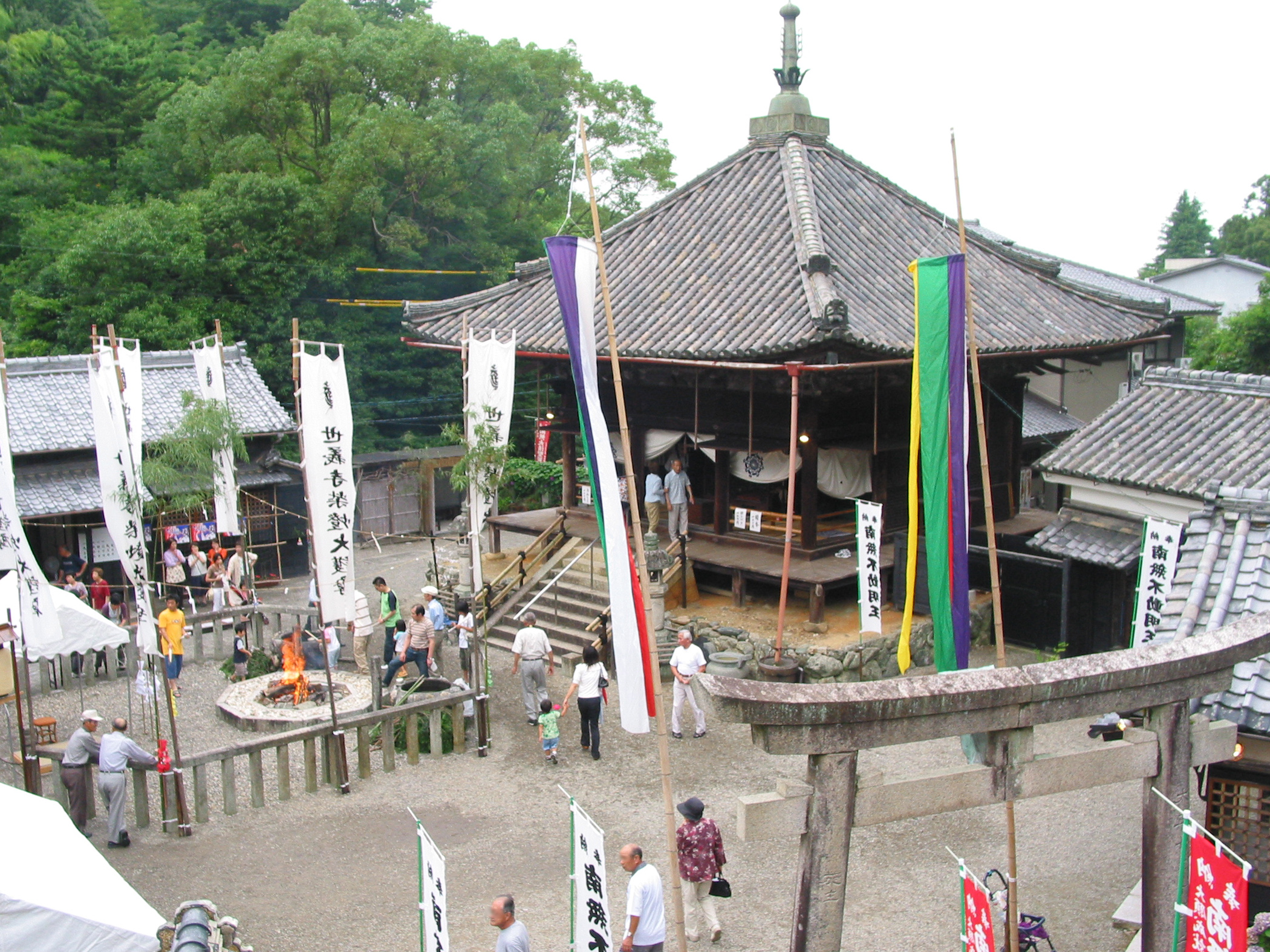
世義寺（日语：世義寺）
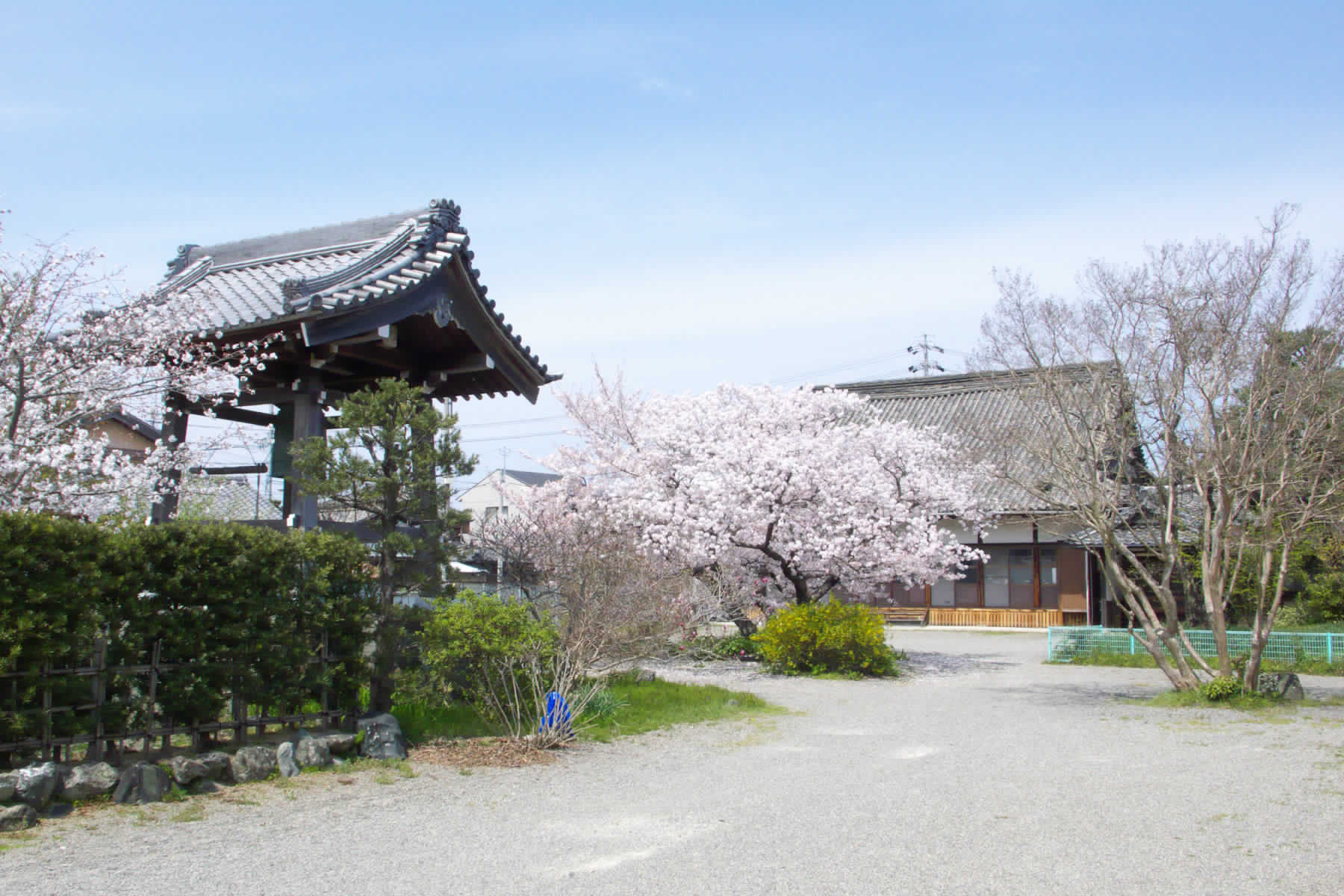
光明寺
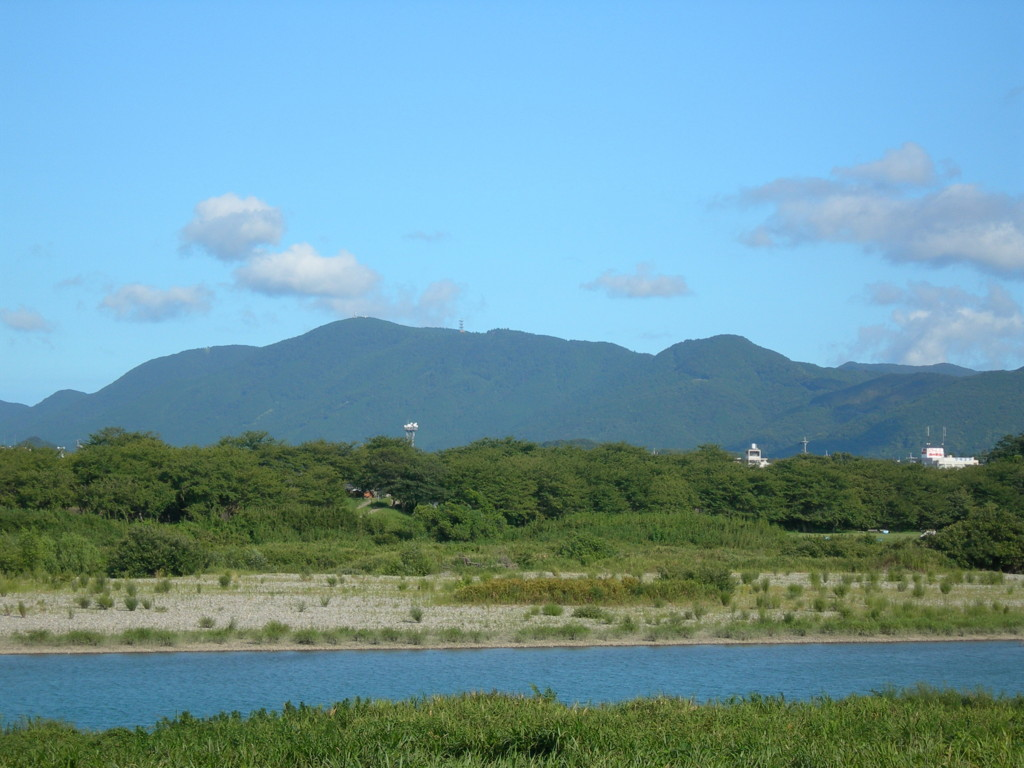
朝熊山
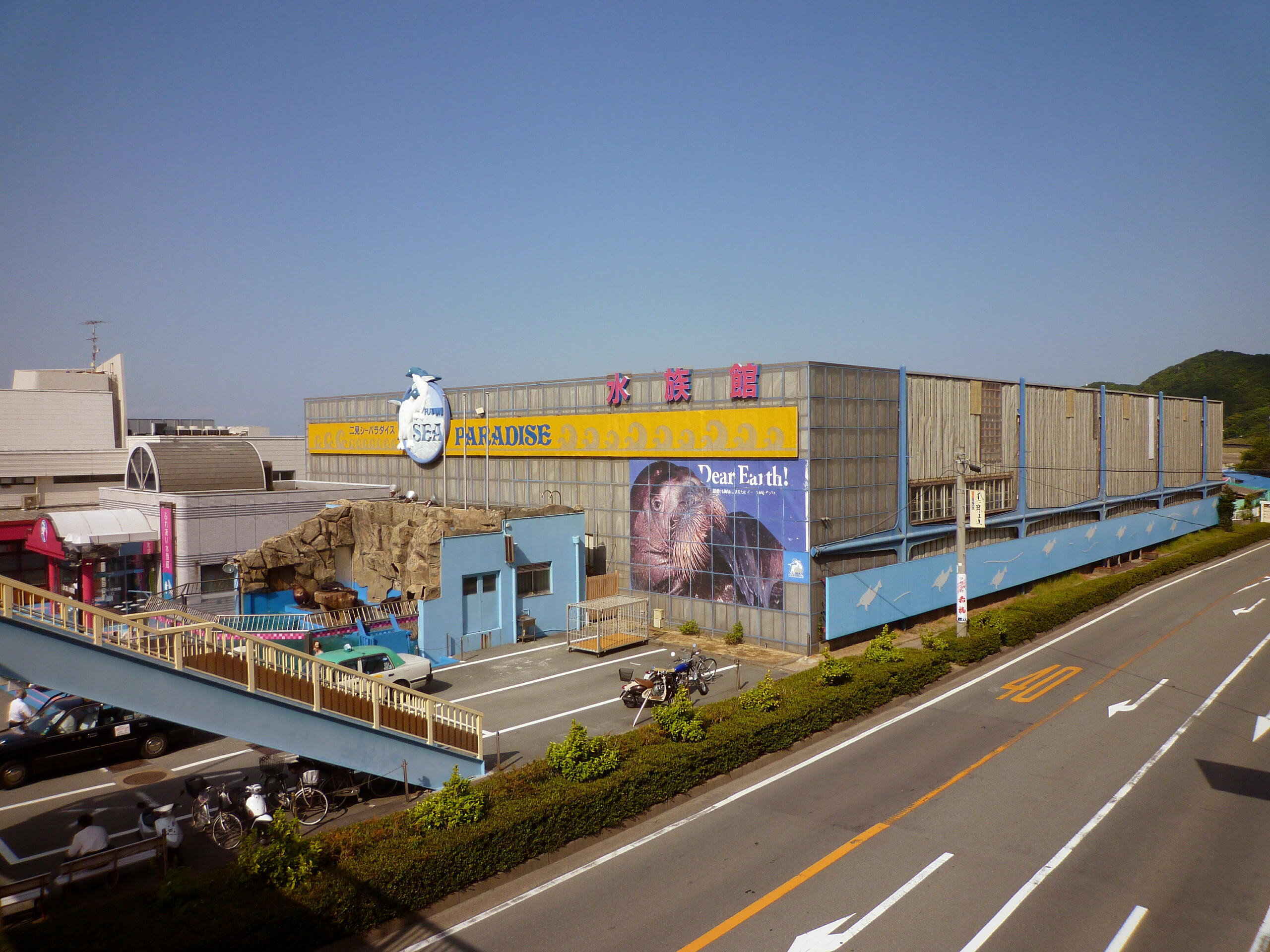
伊勢海洋天堂
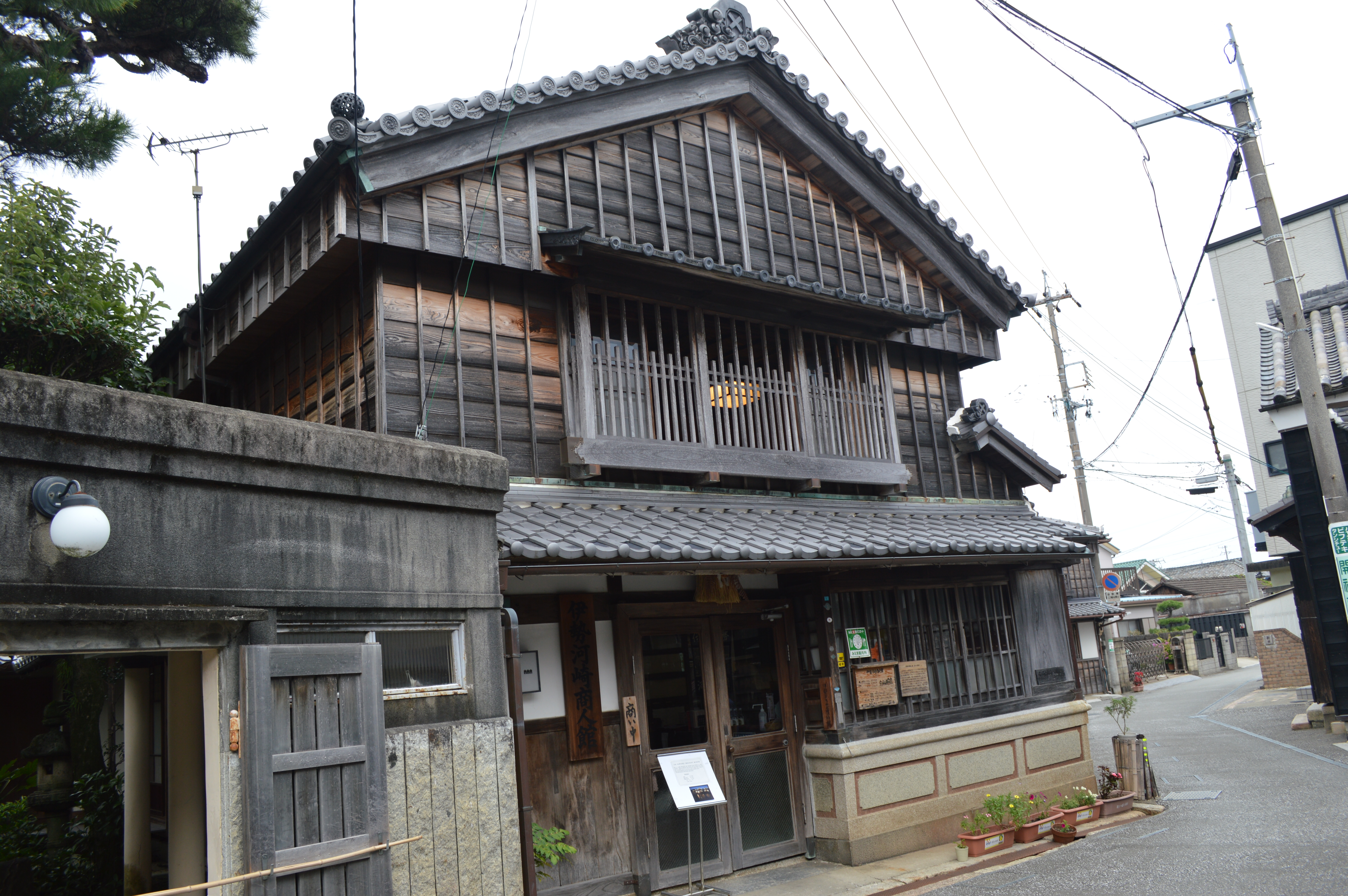
伊勢河崎商人館
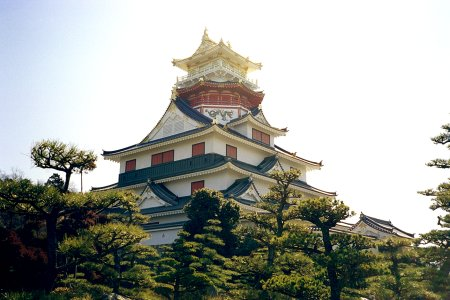
伊勢忍者王國
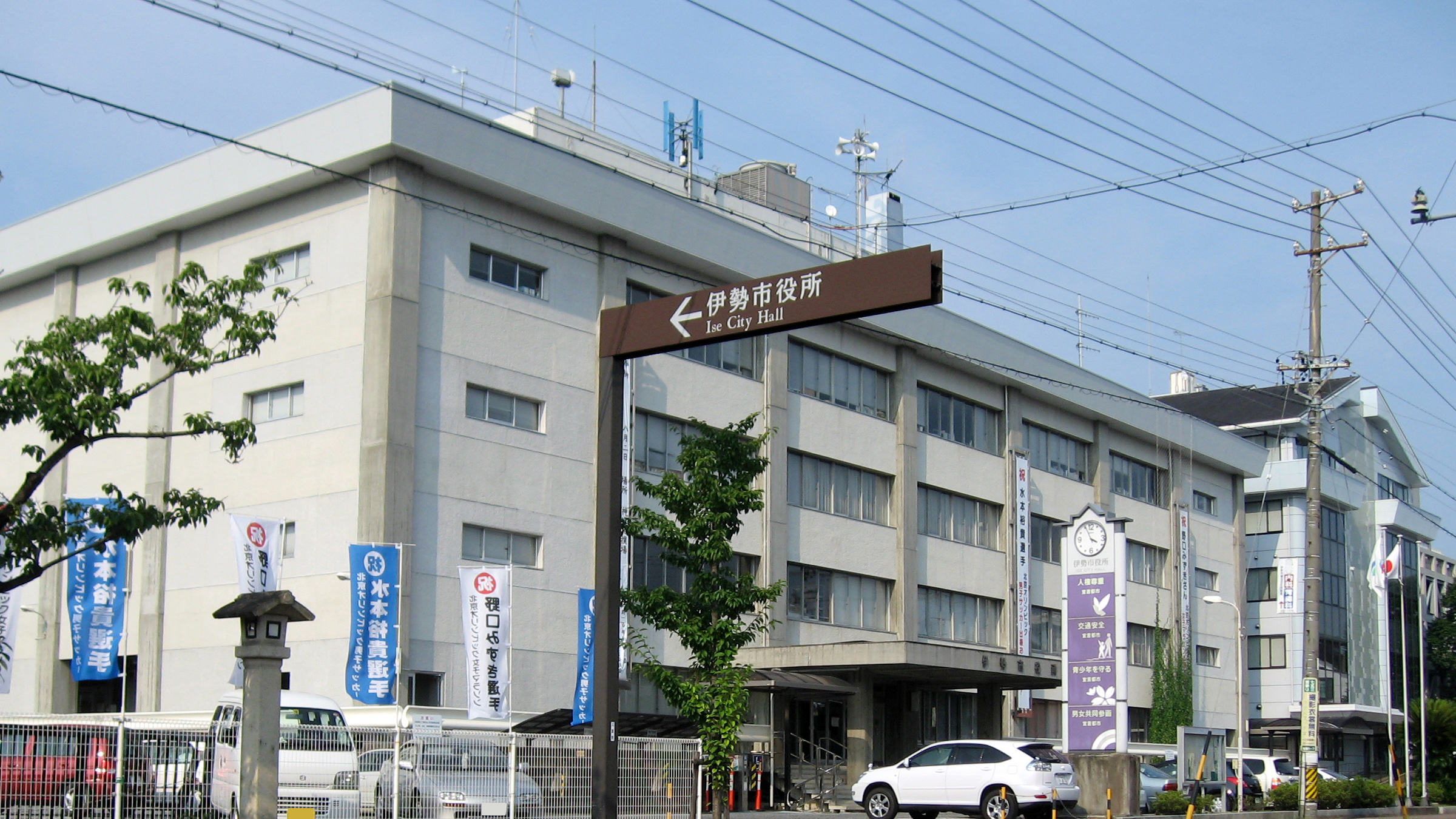
伊勢市政府
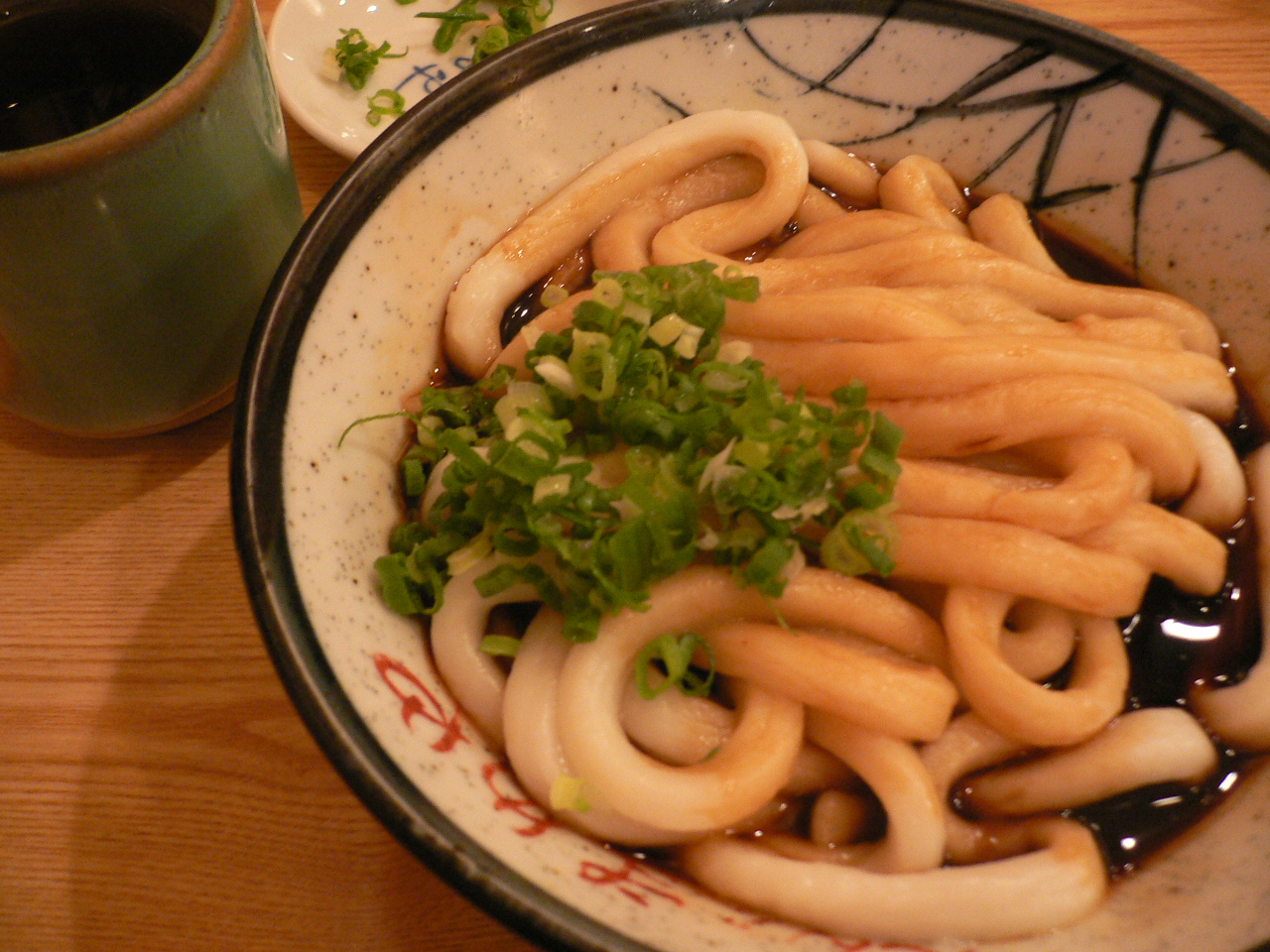
伊勢烏冬
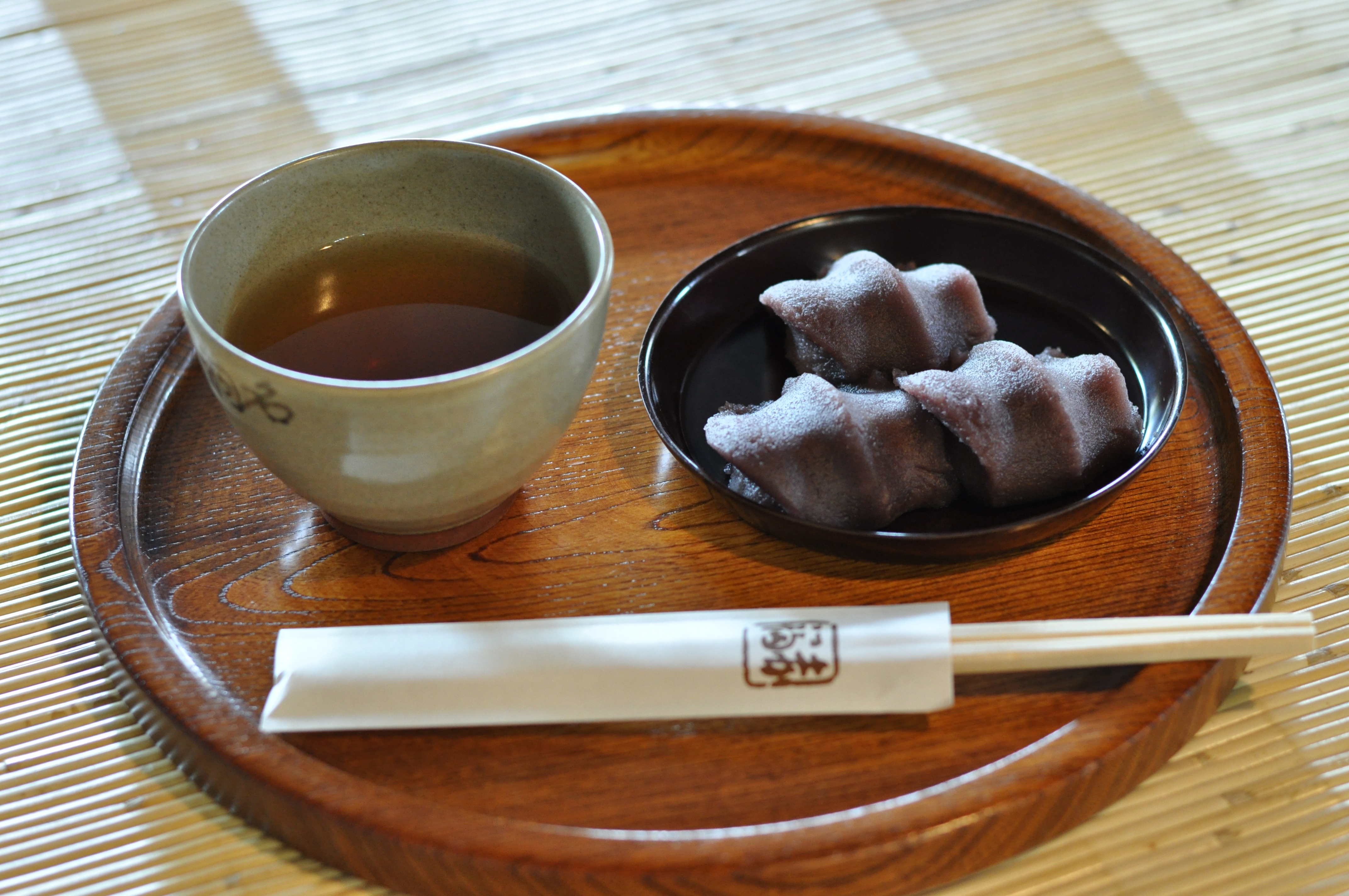
赤福餅

## 外部連結
- （日語） 官方网站
- （日語） 伊勢市政府的Facebook專頁
- （日語） 伊勢市政府的X（前Twitter）
- （日語） 伊勢市政府觀光情報的Facebook專頁
- （日語） 伊勢市觀光協會（页面存档备份，存于）
  - （繁體中文） 伊勢市觀光協會 （页面存档备份，存于）
  - （简体中文） 伊勢市觀光協會（页面存档备份，存于）
- （日語） 維客旅行上的伊勢市（页面存档备份，存于）
- OpenStreetMap上有關伊勢市的地理